# Ginuwine
Ginuwine, właśc. Elgin Baylor Lumpkin (ur. 15 października 1970 w Waszyngtonie, Stany Zjednoczone) – amerykański wokalista, autor tekstów, model i aktor. Przedstawiciel muzyki R&B. Współpracował z takimi artystami jak Timbaland, Aaliyah, Missy Elliott. Nagrał sześć studyjnych albumów i trzy kompilacje.

## Dyskografia

### Albumy studyjne
- Ginuwine...the Bachelor (1996)
- 100% Ginuwine (1999)
- The Life (2001)
- The Senior (2003)
- Back II Da Basics (2005)
- A Man’s Thoughts (2009)

### Kompilacje
- Greatest Hits (2006)
- I Apologize (2007)
- Playlist: The Very Best of Ginuwine (2008)

## Filmografia
- Juwanna Mann (2002)
- Honey (2003)